# ثنائي هيدروأرغوكريستين
ثنائي هيدروأرغوكريستين (بالإنجليزية: Dihydroergocristine)‏ هو قلويد عاكوب. إلى جانب ثنائي هيدرويركورنين و ثنائي هيدروإرغوكريبتين، فهو أحد مكونات الإرغولويد.